# Lijst van voetbalinterlands Haïti - Verenigde Staten
Deze lijst van voetbalinterlands is een overzicht van alle officiële voetbalwedstrijden tussen de nationale teams van Haïti en de Verenigde Staten. De landen hebben tot op heden negentien keer tegen elkaar gespeeld. De eerste ontmoeting, een kwalificatiewedstrijd voor het Wereldkampioenschap voetbal 1954, was in Port-au-Prince op 3 april 1954. Het laatste duel, een groepswedstrijd tijdens CONCACAF Gold Cup 2025, vond plaats op 22 juni 2025 in Arlington.

## Wedstrijden
| №  | Plaats         | Datum            | Competitie             | Wedstrijd                | Uitslag |
| -- | -------------- | ---------------- | ---------------------- | ------------------------ | ------- |
| 1  | Port-au-Prince | 3 april 1954     | WK 1954 kwalificatie   | Verenigde Staten − Haïti | 3 – 2   |
| 2  | Port-au-Prince | 4 april 1954     | WK 1954 kwalificatie   | Verenigde Staten – Haïti | 3 – 0   |
| 3  | Port-au-Prince | 20 oktober 1968  | Vriendschappelijk      | Haïti – Verenigde Staten | 3 – 6   |
| 4  | Port-au-Prince | 21 oktober 1968  | Vriendschappelijk      | Haïti – Verenigde Staten | 5 – 2   |
| 5  | Port-au-Prince | 23 oktober 1968  | Vriendschappelijk      | Haïti – Verenigde Staten | 1 − 0   |
| 6  | Port-au-Prince | 20 april 1969    | WK 1970 kwalificatie   | Haïti - Verenigde Staten | 2 − 0   |
| 7  | San Diego      | 11 mei 1969      | WK 1970 kwalificatie   | Verenigde Staten − Haïti | 0 − 1   |
| 8  | Port-au-Prince | 3 november 1973  | Vriendschappelijk      | Haïti − Verenigde Staten | 1 − 0   |
| 9  | Port-au-Prince | 5 november 1973  | Vriendschappelijk      | Haïti − Verenigde Staten | 1 − 0   |
| 10 | Port-au-Prince | 10 november 1976 | Vriendschappelijk      | Haïti − Verenigde Staten | 0 − 0   |
| 11 | Port-au-Prince | 12 november 1976 | Vriendschappelijk      | Haïti − Verenigde Staten | 0 − 0   |
| 12 | Port-au-Prince | 14 november 1976 | Vriendschappelijk      | Haïti − Verenigde Staten | 0 − 0   |
| 13 | Port-au-Prince | 8 april 1983     | Vriendschappelijk      | Haïti − Verenigde Staten | 0 − 2   |
| 14 | Miami          | 12 februari 2000 | CONCACAF Gold Cup 2000 | Verenigde Staten − Haïti | 3 − 0   |
| 15 | Miami          | 13 maart 2004    | Vriendschappelijk      | Verenigde Staten − Haïti | 1 − 1   |
| 16 | Foxborough     | 11 juli 2009     | CONCACAF Gold Cup 2009 | Verenigde Staten − Haïti | 2 − 2   |
| 17 | Foxborough     | 10 juli 2015     | CONCACAF Gold Cup 2015 | Verenigde Staten − Haïti | 1 − 0   |
| 18 | Kansas City    | 11 juli 2021     | CONCACAF Gold Cup 2021 | Verenigde Staten − Haïti | 1 − 0   |
| 19 | Arlington      | 22 juni 2025     | CONCACAF Gold Cup 2025 | Verenigde Staten − Haïti | 2 − 1   |

## Samenvatting
| Competitie        | Totaal gespeeld | Winst Haïti | Gelijk | Winst Verenigde Staten | Doelsaldo Haïti – Verenigde Staten |
| ----------------- | --------------- | ----------- | ------ | ---------------------- | ---------------------------------- |
| WK-kwalificatie   | 4               | 2           | 0      | 2                      | 5 − 6                              |
| CONCACAF Gold Cup | 5               | 0           | 1      | 4                      | 3 − 9                              |
| Vriendschappelijk | 10              | 4           | 4      | 2                      | 12 − 11                            |
| Totaal            | 19              | 6           | 5      | 8                      | 20 − 26                            |

## Details

### Zeventiende ontmoeting
| CONCACAF Gold Cup 2015 (Foxborough, Verenigde Staten, 10 juli 2015): |       |       |
| Verenigde Staten                                                     | 1 – 0 | Haïti |
| Clint Dempsey 47'                                                    | goals |       |

FHF · A-internationals · Selecties · Bondscoaches · Haïtiaans vrouwenelftal ·  Haïti U21 · Haïti U20 · Haïti U19 · Haïti U18 · Haïti U17
1925 ·
1926 ·
1927–1931 · 
1932 ·
1933 · 
1934 ·
1935–1937 · 
1938 ·
1939 ·
1940–1943 · 
1944 ·
1945–1947 · 
1948 ·
1949 ·
1950 ·
1951 ·
1952 ·
1953 ·
1954 ·
1955 · 
1956 ·
1957 ·
1958 ·
1959 ·
1960 · 
1961 ·
1962 ·
1963 ·
1964 ·
1965 ·
1966 ·
1967 ·
1968 ·
1969 ·
1970 · 
1971 ·
1972 ·
1973 ·
1974 ·
1975 ·
1976 ·
1977 ·
1978 ·
1979 ·
1980 ·
1981 ·
1982 · 
1983 ·
1984 ·
1985 ·
1986–1988 · 
1989 ·
1990 · 
1991 ·
1992 ·
1993 · 
1994 ·
1995 · 
1996 ·
1997 ·
1998 ·
1999 ·
2000 ·
2001 ·
2002 ·
2003 ·
2004 ·
2005 ·
2006 ·
2007 ·
2008 ·
2009 ·
2010 ·
2011 ·
2012 ·
2013 ·
2014 ·
2015 ·
2016 ·
2017 ·
2018 ·
2019 ·
2020 ·
2021 ·
2022 ·
2023 ·
2024 ·
2025
Amerikaanse Maagdeneilanden ·
Antigua en Barbuda ·
Argentinië ·
Aruba ·
Azerbeidzjan ·
Bahama's ·
Bahrein ·
Barbados ·
Belize ·
Bermuda ·
Bolivia ·
Brazilië ·
Britse Maagdeneilanden ·
Canada ·
Chili ·
China ·
Colombia ·
Costa Rica ·
Cuba ·
Curaçao ·
Dominica ·
Dominicaanse Republiek ·
Ecuador ·
El Salvador ·
Grenada ·
Guatemala ·
Guyana ·
Honduras ·
Italië ·
Jamaica ·
Japan ·
Jordanië ·
Kaaimaneilanden ·
Kosovo ·
Mexico ·
Montserrat ·
Nederlandse Antillen ·
Nicaragua ·
Oman ·
Panama ·
Peru ·
Polen ·
Puerto Rico ·
Qatar ·
Saint Kitts en Nevis ·
Saint Lucia ·
Saint Vincent en de Grenadines ·
Saoedi-Arabië ·
Spanje ·
Suriname ·
Syrië ·
Trinidad en Tobago ·
Turks- en Caicoseilanden ·
Uruguay ·
Venezuela ·
Verenigde Arabische Emiraten ·
Verenigde Staten ·
Zuid-Korea
USSF · A-internationals · Selecties · Bondscoaches · Amerikaans vrouwenelftal · Olympisch elftal · USA -21 · USA -20 · USA -19 · USA -18 · USA -17
1885 – 1919 · 
1920 – 1929 · 
1930 – 1939 · 
1940 – 1949 · 
1950 – 1959 · 
1960 – 1969 · 
1970 – 1979 · 
1980 – 1989 · 
1990 – 1999 · 
2000 – 2009 · 
2010 – 2019 ·
2020 − 2029
CA 1993 · 
CA 1995 · 
CA 2007 · 
CA 2016
CC 1992 · 
CC 1999 · 
CC 2003 · 
CC 2009
WK 1930 · 
WK 1934 · 
WK 1950 · 
WK 1990 · 
WK 1994 · 
WK 1998 · 
WK 2002 · 
WK 2006 · 
WK 2010 · 
WK 2014
OS 1904 · 
OS 1924 · 
OS 1928 · 
OS 1936 · 
OS 1948 · 
OS 1952 · 
OS 1956 · 
OS 1972 · 
OS 1984 · 
OS 1988 · 
OS 1992 · 
OS 1996 · 
OS 2000 · 
OS 2008
Algerije ·
Antigua en Barbuda ·
Argentinië ·
Armenië ·
Australië ·
Azerbeidzjan ·
Barbados ·
België ·
Belize ·
Bermuda ·
Bolivia ·
Bosnië en Herzegovina ·
Brazilië ·
Canada ·
Chili ·
China ·
Colombia ·
Costa Rica ·
Cuba ·
Curaçao ·
Denemarken ·
DDR ·
Duitsland ·
Ecuador ·
Egypte ·
El Salvador ·
Engeland ·
Estland ·
Finland ·
Frankrijk ·
Ghana ·
GOS ·
Grenada ·
Griekenland ·
Guatemala ·
Guyana ·
Haïti ·
Honduras ·
Hongarije ·
Ierland ·
IJsland ·
Iran ·
Israël ·
Italië ·
Ivoorkust ·
Jamaica ·
Japan ·
Joegoslavië ·
Kaaimaneilanden ·
Kameroen ·
Koeweit ·
Letland ·
Liechtenstein ·
Luxemburg ·
Malta ·
Marokko ·
Martinique ·
Mexico ·
Moldavië ·
Nederland ·
Nederlandse Antillen ·
Nicaragua ·
Nieuw-Zeeland ·
Nigeria ·
Noord-Ierland ·
Noord-Korea ·
Noord-Macedonië ·
Noorwegen ·
Oekraïne ·
Oezbekistan ·
Oman ·
Oostenrijk ·
Panama ·
Paraguay ·
Peru ·
Polen ·
Portugal ·
Puerto Rico ·
Qatar ·
Roemenië ·
Rusland ·
Saint Kitts en Nevis ·
Saint Vincent en de Grenadines ·
Saoedi-Arabië ·
Schotland ·
Servië ·
Slovenië ·
Slowakije ·
Sovjet-Unie ·
Spanje ·
Thailand ·
Trinidad en Tobago ·
Tsjechië ·
Tsjecho-Slowakije ·
Tunesië ·
Turkije ·
Uruguay ·
Venezuela ·
Wales ·
Zuid-Afrika ·
Zuid-Korea ·
Zweden ·
Zwitserland
Algerije (2010) ·
België (2014) ·
Brazilië (2009, 2) ·
Duitsland (2014) ·
Engeland (2010) ·
Ghana (2006) · 
Ghana (2014) · 
Italië (2006) · 
Nederland (2022) ·
Portugal (2014) ·
Slovenië (2010) ·
Tsjechië (2006)